# Johannisbeerwein
Johannisbeerwein ist ein sehr fruchtiger Obstwein, in Österreich und der Slowakei nach der österreichischen Bezeichnung für Johannisbeeren Ribisel meistens Ribiselwein benannt, und früher auch unter der Bezeichnung Korrianenwein (Wein aus roten Johannisbeeren) bekannt. In Ostpreußen gab es die Bezeichnung Kopskiekelwein.
Für Johannisbeerwein kann man weiße, rote und schwarze Johannisbeeren verwenden, die aber gut gereift und nach der Ernte noch einige Tage nachgereift sein müssen. Aufgrund des recht herben Geschmacks von schwarzen Johannisbeeren werden zumeist weiße oder rote Beeren verwendet. Johannisbeerwein ist ein Getränk, das einfach selbst hergestellt werden kann: Die Beeren werden gepresst und dem Saft wird ein doppeltes Volumen etwa 50%iger Zuckersirup zugesetzt und man überlässt das Gemisch – mit oder ohne Zusatz von Weinhefe – der Vergärung. Johannisbeerwein kann sowohl durch Saftgärung als auch durch Maischegärung hergestellt werden. Für die Maischegärung werden die gesamten Früchte genutzt, die gestampft oder püriert worden sind. Der Zucker wird bei dieser Variante erst nach dem ersten Gärprozess hinzugesetzt.
Eine Besonderheit dieses Getränkes ist, dass durch den Zusatz von Zucker der tatsächliche Alkoholgehalt höher liegt als meist im subjektiven Empfinden angenommen. Die Gefahr der ungewollten Berauschung liegt bei diesem Getränk daher höher als bei anderen alkoholischen Getränken.

## Rezeption
Das Getränk erhält eine besondere literarische Würdigung in Heimito von Doderers Roman Die Strudlhofstiege oder Melzer und die Tiefe der Jahre.
Nach diesem Wein ist auf dem Gösing in Niederösterreich die Ribiselweinhöhle benannt.